# Pierre-Raymond Puccinelli
Pierre-Raymond Puccinelli, francoski general, * 1891, † 1991.